# Cotinga à huppe rouge
Ampelion rubrocristatus
Espèce
Statut de conservation UICN

 LC  : Préoccupation mineure
Le Cotinga à huppe rouge (Ampelion rubrocristatus) est une espèce d'oiseaux de la famille des Cotingidae.

## Répartition
Cet oiseau vit dans la moitié nord des Andes.